# Chucky (postać)

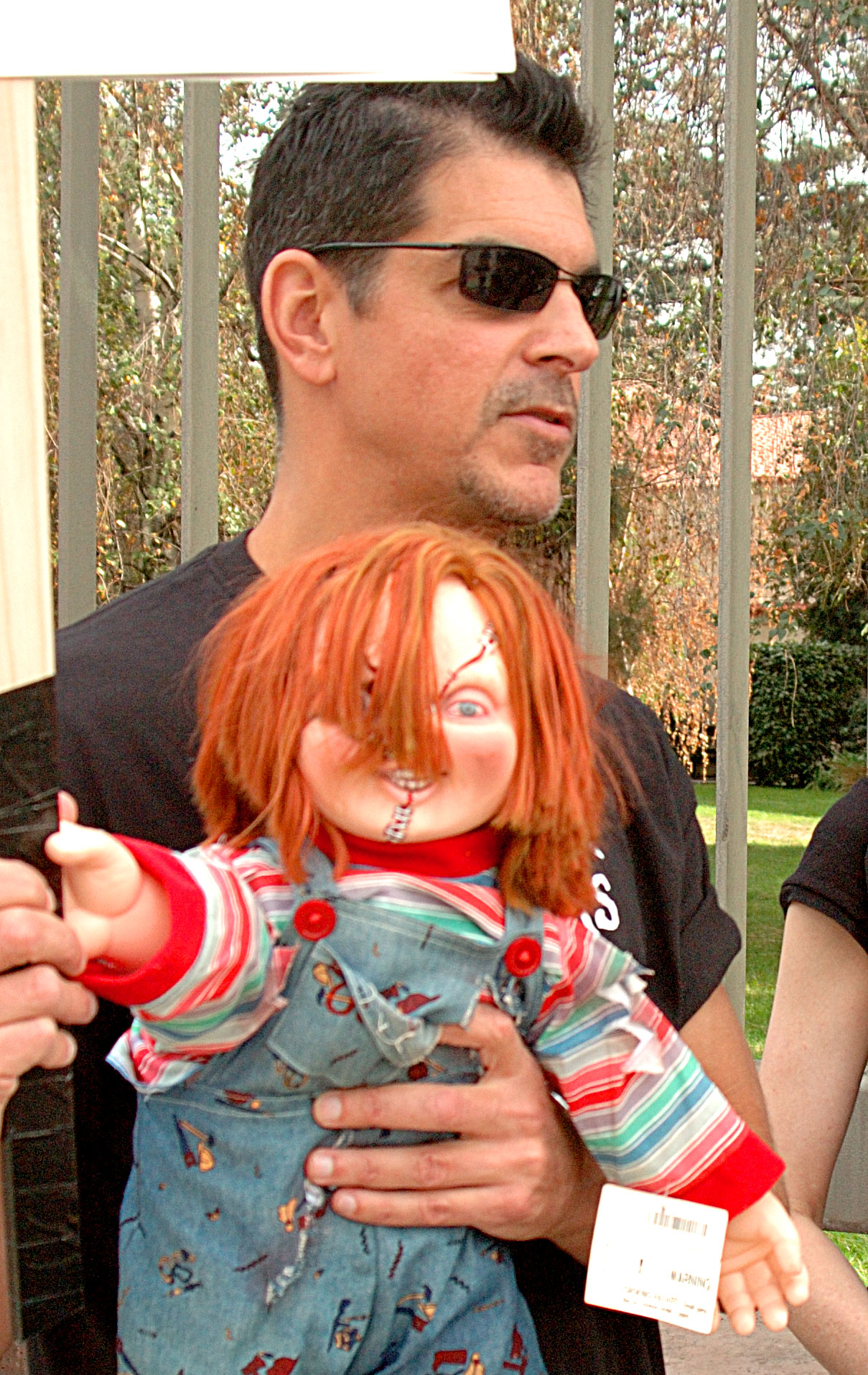
Scenarzysta Don Mancini trzymający podobiznę Chucky′ego

Chucky, Charles Lee Ray, znany jako Dusiciel z Lakeshore (ur. 9 marca 1950, zm. 9 listopada 1988) – seryjny morderca, fikcyjny złoczyńca serii filmów Laleczka Chucky.
Znany bardziej jako Chucky – lalka produkcji wytwórni Guys Doll Company. Osią konstruktywną filmów z udziałem Raya jest bowiem wątek nietypowej reinkarnacji psychopaty, którego dusza pośmiertnie przeszła do ciała plastikowej zabawki. Głosu lalce użyczył amerykański aktor Brad Dourif.
Pełne nazwisko postaci nawiązuje do trzech popularnych amerykańskich przestępców: Charlesa Mansona, Lee Harveya Oswalda oraz Jamesa Earla Raya.
Twórcą postaci Chucky′ego, jak i scenariuszy do filmów z powiązanej z nim serii, jest Don Mancini. Do 2017 powstało siedem filmów połączonych wątkiem Chucky′ego.